# ژاله اینان
ژاله اینان (به ترکی استانبولی: Jale İnan؛ ۱ فوریه ۱۹۱۴–۲۶ فوریه ۲۰۰۱) یک باستان‌شناس اهل ترکیه بود. او به عنوان استاد باستان شناسی کلاسیک در دانشگاه استانبول تدریس کرد و او را اولین زن در ترکیه می‌دانند که در این رشته فعال بوده‌است. وی بین سال‌های ۱۹۴۳ تا ۲۰۰۰ میلادی فعالیت می‌کرد.

## زندگی
ژاله اینان در سال ۱۹۱۴ در استانبول به دنیا آمد. پدرش، مدیر موزه باستان‌شناسی استانبول، یکی از اولین باستان شناسان ترکیه بود. او علاقه ژاله را به دنیای باستان برانگیخت.
ژاله در دهه ۱۹۳۰ بورسیه تحصیلی باستان‌شناسی را در دانشگاه‌های برلین و مونیخ دریافت کرد. متأسفانه، جنگ جهانی دوم اندکی پس از ورود او به آلمان آغاز شد. اما با وجود جنگ در اطرافش، او هرگز تمرکز خود را بر درس خواندن از دست نداد. او در طول جنگ ماندگار شد و پایان‌نامه خود را با عنوان «بررسی تاریخ هنر در آیین‌های قربانی بر روی سکه‌های رومی» از یک پناهگاه در سال ۱۹۴۳ به پایان رساند.
پس از اتمام دکترای خود، به ترکیه بازگشت و دستیار کرسی تاریخ باستان و سکه‌شناسی دانشگاه استانبول شد. در طول این مدت، او به حفاری در پرگا، شهری از یونان باستان در آناتولی پیوست که در آن به کشف یکی از عجایب هفتگانه جهان باستان کمک کرد: معبد آرتمیس. اینان در ادامه مرمت چندین مکان فرهنگی باستانی مهم مانند معبد آپولو در ساید را نیز رهبری کرد.

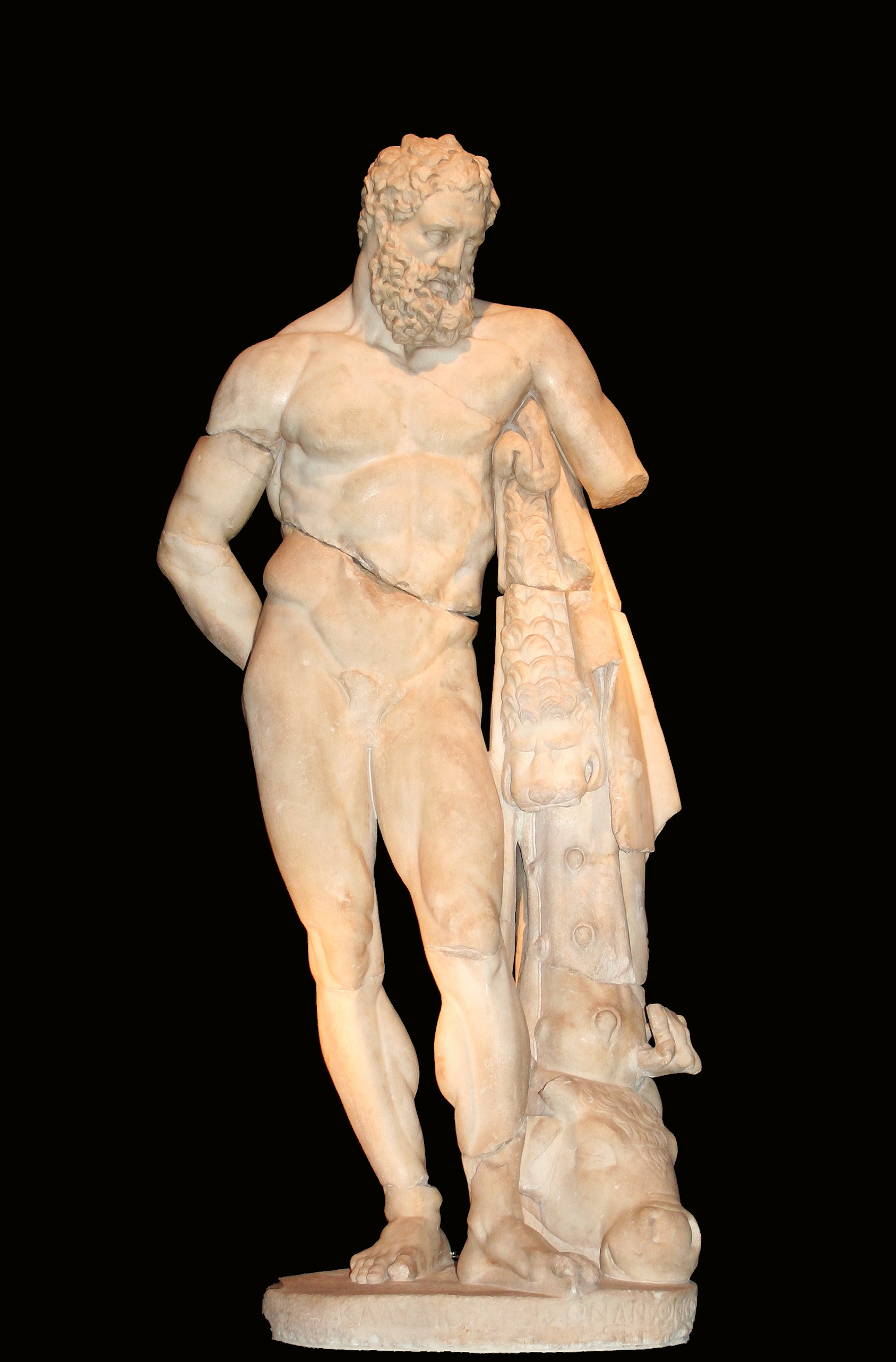
مجسمه «هرکول خسته» که به سبب کار علمی اینان دوباره یه صورت یکپارچه در آمد و در موزه آنتالیا به نمایش گذاشته شد.

حفاری‌هایی که ژاله اینان در پرگا و ساید رهبری کرد منجر به گسترش موزه آنتالیا شد. کار مرمت او در معبد آپولو در ساید به دلیل اهمیت آن برای میراث ترکیه بسیار مورد توجه قرار گرفت. 
کار علمی او بر روی مجسمه «هرکول خسته» در مجموعه‌های موزه هنرهای زیبا، بوستون، مبنای قانونی را برای بازگرداندن این مجسمه به موزه آنتالیا را شکل داد تا دوباره به پایه مجسمه ملحق شود. 
در طول دوران کاری پربار خود، او آثار بسیار زیادی را کشف کرد که موزه آنتالیا نه یک بار، بلکه دو بار برای ایجاد فضایی برای آثار باستانی مجبور به توسعه شد.

## میراث
در سال ۱۹۸۹، به افتخار ۷۵ سالگی اینان، کتابی به نام «جُنگ سالانه برای ژاله اینان» ( به آلمانی: Festschrift für Jale Inan) توسط همکاران و دوستانش به افتخار دستاوردهای یک عمر او منتشر شد.
اینان پیش از مرگش، در ۲۶ فوریه ۲۰۰۱،  کتاب‌ها و مجموعه‌های خود را به موزه آنتالیا اهدا کرد.
به افتخار ژاله اینان، موزه زنان آنتالیا «جایزه زن سال» را تأسیس کرد که هر ساله برای قدردانی از زنانی که در فرهنگ ترکیه و توسعه زنان مشارکت داشته‌اند، اعطا می‌شود.
گوگل دودل در ۲۷ سپتامبر ۲۰۲۲ نشان خود را به تصویری از اینان تغییر داد.